# Palair Macedonian Airways
Palair Macedonian Airways (mazedonisch: Авиокомпанија oder Палер Македонија), auch Palair oder Palair Macedonian war eine mazedonische Fluggesellschaft mit Sitz auf dem Flughafen Skopje und nahm am 3. Juni 1991 Liniendienste auf.

## Flotte
Zum Einsatz kamen Flugzeuge der Typen Fokker 27, Fokker 100 und Tupolew 154M, die zunächst weiß, später dann komplett rot lackiert waren. Im Jahr 1995 wurde das Linienfluggeschäft aufgegeben, Charterflüge gab es bis 1997.

## Zwischenfälle
- Am 5. März 1993 fing eine auf dem Flughafen Skopje startende Fokker 100 der Palair Macedonian Airways (Luftfahrzeugkennzeichen PH-KXL) an, stark zu vibrieren und zerschellte nach mehreren starken Kippbewegungen hinter der Landebahn; 83 der 97 Insassen verloren ihr Leben. Der Grund für den Unfall war das Unterlassen der Flugzeugenteisung (siehe auch Palair-Macedonian-Airways-Flug 301).[3]